# Nature morte aux œufs
La Nature morte aux œufs, appelée aussi Les Œufs, est un tableau réalisé par le peintre impressionniste Claude Monet en 1907. Il se trouve dans une collection privée aux États-Unis.
Dans la classification Wildenstein, il porte le numéro 1692. Il existe un autre version de même dimension et de teintes différentes (1693).  